# Marcus (con Basiliscus)
Marcus (tiếng Latinh: Flavius Marcus Augustus) (mất tháng 8 năm 476) là con trai của hoàng đế  Đông La Mã Basiliscus và vợ Zenonis. Ông được cha phong làm Caesar vào năm 475 và được nâng lên làm Augustus, cai trị với tư cách là tiểu đồng hoàng đế bên cạnh phụ hoàng. Các đồng tiền được phát hành dưới tên ông và tên của hoàng đế  Leo II. Khi Zeno tái chiếm Constantinople vào cuối tháng 8 năm 476, Marcus lánh nạn trong một nhà thờ cùng cha mẹ. Zeno hứa sẽ không khiến gia đình họ đổ máu nên ông đã ra lệnh đày họ đến Limnae ở Cappadocia và bỏ đói họ chết.